# Jupiter LIX
Jupiter LIX, désignation provisoire S/2017 J 1, est un satellite naturel de Jupiter. C'est le soixante-neuvième satellite naturel connu de la planète géante.
S/2017 J 1 a été découvert par Scott Sheppard le 23 mars 2017 avant que des observations remontant au 5 février 2016 ne soient trouvées. L'annonce de la découverte a lieu le 5 juin 2017 dans la circulaire électronique sur les planètes mineures (MPEC) 2017-L47.
Il mesurerait environ 2 kilomètres de diamètre.